# حراجة حضرية

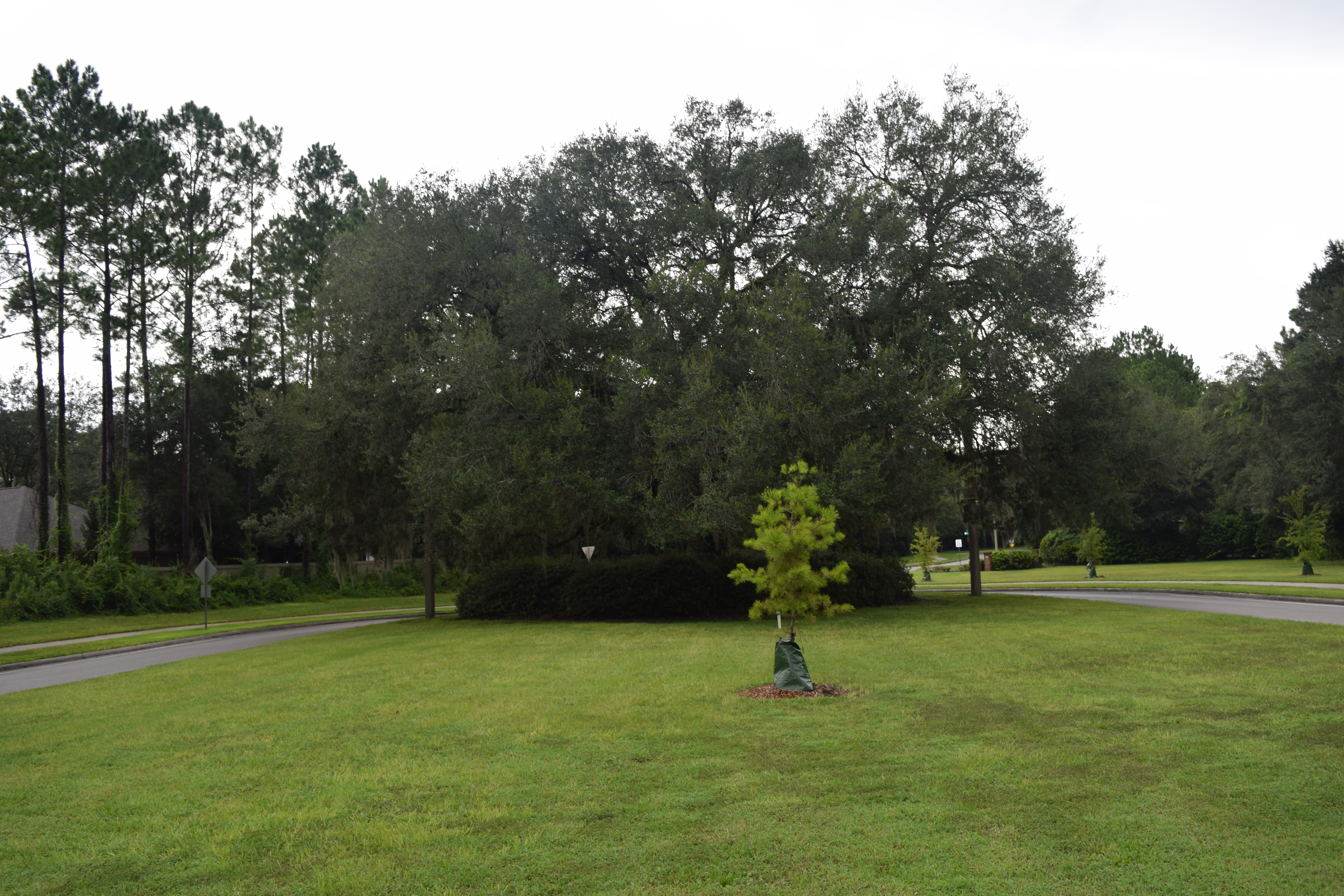
صورة لبعض الأشجار في تطوير الضواحي.

الحراجة الحضرية، تعني العناية والاهتمام بالأشجار في المناطق الحضرية لتحسين البيئة الحضرية. تدعم الحراجة الحضريّة دور الأشجار المهمّ في البنية التحتيّة الحضريّة. يزرع عمّال الحراجة الحضريّة الأشجار والنباتات، ويحافظون على الأشجار والغابات، ويُجرون أبحاثاً تثبت الفوائد التي تؤديها الأشجار. يختصّ بالحراجة الحضريّة عاملو رعاية الأشجار، التابعون منهم للبلدية والقطاع الخاص، خبراء الحراجة الحكوميون ومن القطاع الخاص، صانعو القرار البيئيّ، مخطّطو المُدن، المستشارون، الباحثون، وناشطو المجتمع المدني.

## محاسنها

### الأثر البيئي
تقلّل الحراجة الحضريّة ظاهرة الجزر الحرارية الحضرية من خلال النتح التبخّري وتظليل الشوارع والأبنية. يعزز هذا من راحة البشر، ويقلل مخاطر ضربات الشمس، ويقلّل من تكاليف تبريد الأبنية. وتحسّن الحراجة الحضرية من جودة الهواء عبر امتصاصها الملوّثات مثل غازات الأوزون، النيتروجين ديوكسايد، النشادر، والمواد الحُبيبيّة، وعبر قيامها بعملية عزل الكربون.

### التأثير على الصحة العقلية
في العام 2008، أُجريت دراسة في فيلادلفيا على ذوي الدخل المحدود، سألت عن «وتيرة شعورهم بالقلق، واليأس، والاضطراب، والاكتئاب، وفقدان القيمة». وكعملية تدخّل تجريبية على النطاق البيئي، أُزيلت حاويات القمامة من المناطق الفارغة، وشُجّرت بعض هذه الأماكن بزراعة أشجار، وأعشاب، وجدران خضراء. بلغت نسبة انخفاض الاكتئاب 68% لدى ذوي الدخل المحدود وممّن هم تحت خط الفقر والقاطنين بالقرب من المناطق المشجّرة، بينما بلغت النسبة 41% لدى الذين يعيشون فوق خط الفقر.

### فرصة للحيوانات البريّة في المناطق الحضريّة
توفّر الحراجة الحضرية الفرصة لوجود الحيوانات البرية في المناطق الحضرية. بالإضافة إلى ذلك، تمنح سكان تلك المناطق فرصة مشاهدة تلك الحيوانات.

### التأثير الاجتماعي
يُمكن للفعاليّات المرتبطة بالحراجة الحضرية، مثل مهرجانات زرع الأشجار، يمكن لها أن تقلّل من مشاكل العُزلة الاجتماعية، وتعزّز من تجارب الناس وترفع نسبة وعيهم البيئي. وتشجّع الغابات الحضرية على تبنّي أساليب حياةٍ حيوية، حيث توفّر المجال للتمارين الرياضية، وترتبط بنسبة ضغطٍ أقلّ، ورفاهية عاطفية عامّة. ويمكن للغابات الحضرية توفير منتجات مثل الأخشاب أو الأطعمة، ناهيك عن المنافع الاقتصادية كارتفاع قيمة الملكيّة، وعامل جذبٍ سياحي، وتجاري، واستثماري.

#### التطبيق
الحراجة الحضرية، علمٌ تطبيقي مهم يضمّ زرع الأشجار، العناية بها، رعايتها، والإدارة الشاملة للأشجار كموردٍ جماعي. يمكن في البيئة الحضرية حدوث تحدياتٍ شَجَريّة مثل الجذور المحدودة، ومساحة الظُلّة، سوء التربة، نقص أو فائض الماء والضوء، الحرارة، التلوّث، التلف الميكانيكي أو الكيميائي الذي يلحق بالأشجار، وغيرها من الأخطار التي تصيب الأشجار. بعض هذه الأخطار يكون غير مباشر، مثل احتمالية تعرّض الأشجار المنفردة لهبّات الريح (خلال الأعاصير)، والأضرار التي قد تُلحِقُها بالسيارات المركونة، وإصابة المشاة.
تشمل إدارة المخاطر في الحراجة الحضريّة إجراء جردٍ لموقع الأشجار والزراعة، تحديد فوائد الأشجار والاستفادة القصوى منها، تقليل التكاليف، الحصول على تمويلٍ من السكان والمحافظة على استمراره، واستصدار قوانين وتطبيق سياسات تتعلق بالأشجار الموجودة على الأراضي العامة والخاصة.

## تخطيط الحراجة الحضرية
توجد العديد من المنافع والتكاليف والتحديات التي تُصاحب التخطيط للغابة الحضرية. للغابات الحضرية وجهان: وجه يخدمُ النظام البيئي ووجهٌ يسبب له الأذى، ويجب أخذهما معاً بعين الاعتبار خلال عملية التخطيط. من الخدمات التي تقدّمها الغابة الحضرية جودة أنقى للهواء، تقليل الضوضاء، خفض الحرارة، والحدّ من طوفان الماء (في حال زُرِعت في الأماكن المناسبة). وهكذا يرفع التخطيط الحضري من المنافع التي تقدّمها الأشجار، بزرعها بشكلٍ مدروس في أفضل الأمكنة. إحدى التحديات التي تواجه التخطيط الحضري هي تقليل الأذى الناجم عن الأشجار، تكلفة خسارة أو تبديل البنية التحتية الشجريّة، تكلفة إصلاح البنية التحتية الرمادية (أنظمة التصريف الصحي، والأحواض...إلخ).
لا يمكن لجميع المدن أن تطبّق تخطيط الغابة الحضرية، ولكن من الممكن تطبيق خطط على أماكن محددة، مثل المتنزهات، الأمر الذي سيرفع من مساحة الظُلّة ضمن البلديّة.
خلال عملية وضع الخطة لإدارة الغابة الحضرية، يتمّ تحديد المعايير والأهداف في المراحل الأولى من التخطيط. يتمّ تحديد المعايير عن طريق تقييم الوضع الحالي للغابة الحضرية، من ثمّ إدماج المعايير مع أهداف التنفيذ في خطة الإدارة.
التقييم هو الخطوة الأولى في التخطيط، ويقدّم المعلومات اللازمة عن مساحة الغابة، التوزيع العُمري، صحة الأشجار، والتعدد في الأنواع. الخطوة التالية هي تقرير المعايير أو المؤشرات التي ستُدرج ضمن الخطة، لكي يتمّ اتخاذها كأهداف تنفيذية. وهو الأمر الذي سيسهّل من متابعة التقدّم والتأكد من تحقيق أهداف الخطة.
عادةً ما تركّز المعايير المتّبعة على صنف من إدارة الغابات الحضرية وتضمّ مواضيع مثل:
- الكساء النباتي للغابة الحضرية وخصائصه، مثل مساحة الظُلّة، التوزيع العُمري، والتعدد في الأنواع.
- وجود اهتمامٍ من المجتمع يتضمّن التعاون الإنتاجي، والمشاركة المجتمعية لجميع الأطراف المعنية.
- تخطيط الغابة الحضرية ومدى نجاحه في إدارة وتمويل الغابة الحضرية.

يأخذ الجزء الأهمّ في الخطة الرئيسية في الحسبان مسح الأماكن التي ستُزرع بها الأشجار. في ورقة بعنوان «وسائل اختيار أفضل المواقع للغابة الحضرية الجديدة بتطبيق تحليل متعدد المعايير»، اقُترحت ثلاث خطوات مختلفة لتحديد مناطق الزراعة. المرحلة الأولى هي مرحلة الاستبعاد، التي تطبّق عدة معايير لاستبعاد المواقع الضعيفة وتقترح مواقع أنسب للزراعة. المرحلة الثانية هي مرحلة الصلاحيّة، والتي تقيّم المواقع المقترحة لتحديد عدة نقاطٍ من بينها. أخيراً، تحدّد مرحلة إمكانية التنفيذ ما إذا كانت الأماكن الصالحة للزراعة هي المواقع الأنسب للتنفيذ والتي تقلّل إمكانية التعارض مع الاستخدامات الأخرى للمواقع.
يُسند أمر إدارة الغابة الحضرية إلى العديد من الجهات. خلال مرحلة وضع الخطة، تؤخذ بعين الاعتبار المُدخلات التي يُسهم بها ذوو الاختصاص من المهنيين والمواطنين. خلال عملية تصميم الخطة وتحديد مواقع الزراعة، يقدّم مهندسو المناظر الطبيعية، مقلّمو الأشجار، عاملو رعاية الأشجار معلوماتٍ قيّمة مستمدة من خبراتهم بخصوص أنواع الأشجار التي ينبغي زراعتها، ومكان زراعتها، لضمان نموّ غابة حضريّة صحيّة لفترة طويلة.
تقوم وزارة الأشغال العامة ومفوّضو التخطيط بدورٍ هامّ في العملية للتأكّد من عدم زراعة أشجارٍ في أمكنةٍ قد تُعيق إجراءات الطوارئ، أو وسائل الخدمات فوق الأرض أو تحتها، أو قد تشكّل خطراً على السلامة العامة بأي شكلٍ من الأشكال.
يتضمن التخطيط للغابة الحضرية الحصول على إسهاماتٍ من مجموعة متنوّعة والاعتبارات لكيفية نموّ تلك الأشجار وتأثيرها على المجتمع الذي ستنمو به.

## العقبات
يتطلّب تجاوز العقبات جهوداً مشتركةً بين المدن، والمناطق، والدول (ميزا، 1992، نيلسون، 2000؛ فالينثيا 2000).
- ما زالت خسارة المساحات الخضراء جاريةً باتّساع المدن؛ كما تقلّ مساحات النموّ في مراكز المدن. تتضاعف هذه المعضلة بسبب الضغط المتنامي لتحويل المساحات الخضراء والمتنزّهات إلى مواقع للبناء (جليكمان، 1999).
- عدم وجود الحيّز المكاني الكافي لنموّ المجموع الجذري.
- استخدام تربة ذات صحة سيئة عند زرع العيّنات.
- يؤدي التسنيد الخاطئ أو غير الكافي إلى تلف لحاء الشجر.
- في الرسوم التخطيطية، عادةً ما تُستخدم الأشجار ذات الأعمار الأطول كدلالةٍ على الرسوخ. تنمو هذه الأشجار ببطء ولا تزدهر في تربة غريبة، بينما بإمكان العيّنات الأصغر سناً التكيّف مع الظروف الحالية.
- نقص المعلومات عن مدى تحمّل المستنبتات النباتية للعوائق البيئية.
- يؤدي الاختيار السيئ للأشجار إلى مشاكل في المستقبل.
- قلّة غراس المشاتل، وعدم الرعاية اللاحقة.
- التنوّع الجيني المحدود.
- قلةٌ نادرةٌ من المجتمعات لديها لوائح بأعداد الأشجار، والقليل منها لديها خطط إدارة غابات حضرية.
- قلة الوعي بالمنافع التي تؤديها الغابات الحضرية السليمة.
- إجراءات الرعاية الضعيفة بالأشجار التي يقوم بها المواطنون والمختصون من غير ذوي الخبرة.